# Mass Effect 2
Mass Effect 2 — відеогра жанру action RPG, розроблена канадською компанією BioWare і випущена американським видавництвом Electronic Arts в січні 2010 року для платформ Xbox 360, PlayStation 3 і PC. Друга частина трилогії Mass Effect.
Події гри розгортаються через 2 роки після подій першої гри і відразу після подій книги «Mass Effect: Ascension». Після раптового нападу раси Колекціонерів, командера Шепарда повертає до життя чоловік, відомий як Привид. Він змушує командера працювати на радикальну організацію «Цербер», щоб розгадати, для чого Колекціонери викрадають людей по всій галактиці.
Гра підтримує перенесення збережень прогресу з Mass Effect: рішення, прийняті гравцем в Mass Effect, впливають на сюжет Mass Effect 2. Також всі ті рішення, які належить прийняти гравцям в Mass Effect 2, впливають на події в Mass Effect 3.

## Ігровий процес

Командер Шепард під час бою

### Основи
Гравець виступає в ролі командера Шепарда, який подорожує галактикою зі своєю командою на кораблі «Нормандія SR-2», виконуючи отримані завдання, розвиваючи себе та команду і слідуючи сюжету. На початку гри гравець може створити персонажа, вибравши його стать, вигляд, здібності й біографію. Незмінним лишається тільки прізвище Шепард. Також можливо перенести персонажа, створеного раніше в Mass Effect, з усіма наслідками його дій в попередній грі.
Mass Effect 2 порівняно з Mass Effect більше зосереджена на дослідженнях галактики й боях, ніж рольовій системі. В ній наявно більше точок збереження, звідки гра поновлюється, якщо командер загинув або провалив важливе завдання. Шепард і його компаньйони у цій грі мають менше характеристик. Досвід, що збільшує рівень розвитку персонажа, зараховується після виконання завдання. З кожним рівнем дається кілька очок розвитку, за які збільшуються характеристики. Такі дії як систематичні знахідки цікавих речей, влучні постріли, винагороджуються медалями. Поглибилася система морального образу персонажа. За свої дії він накопичує очки Параґона чи Відступника, що відкривають не лише нові репліки в діалогах, а й дії. Під час важливих сюжетних моментів з'являється вибір як вчинити, що додатково дає очки образу та може визначити подальший сюжет.
У Mass Effect 2 було спрощено лікування, протагоніст автоматично відновлює запас здоров'я, коли певний термін не зазнає атаки. Оживлення палих компаньйонів відбувається меди-гелем. Уні-гель було скасовано, злам замків, терміналів відбувається в ході міні-гри. В ній гравець повинен до вичерпання часу встановити ланцюжки живлення (вказати пари символів) або знайти фрагменти комп'ютерного коду (відшукати вказані зображення). Вдосконалення зброї, броні, корабля, переважно не добуваються впродовж місій, як у Mass Effect, а вивчаються на «Нормандії» за ресурси: рідкісноземельні метали та нульовий елемент. Шепард може знайти креслення деяких вдосконалень, решта пропонуються членами екіпажу чи автоматично.
Командер Шепард протягом гри збирає собі команду з персонажів, яких зустрічає у своїх пригодах. Його керівник, Привид, регулярно надсилає досьє на нових членів команди. Для кожного з них існують «місії на лояльність», при успішному виконанні яких член команди стає не просто найманцем Шепарда, а його вірним другом. Успіх фінальної місії залежить як від складу команди, так і від вірності кожного її члена. Ті, що не схвалюють дій командера, з високою імовірністю загинуть. Після завершення головного сюжетного завдання можна продовжити виконувати побічні, або почати нову гру з усіма придбаними досі параметрами, зброєю, коштами й ресурсами.

### Подорожі галактикою
Як і раніше, подорожі між регіонами галактики відбуваються через Ретранслятори маси, але перельоти між зоряними системами цих регіонів відбуваються вручну та вимагають палива. Його можна отримати на спеціальних заправних станціях. Якщо палива недостатньо, корабель автоматично повертається до точки вильоту. В межах системи паливо не витрачається, гравець може вільно літати між планетами, космічними станціями. Кожну планету можна просканувати, щоб знайти ресурси чи побічні завдання. При висадці на планети більше не використовується всюдихід, натомість загін висаджується одразу на місце в шаттлі.

### Система бою
Система бою значно відрізняється від бойової частини Mass Effect. Так, нескінченна кількість пострілів, обмежена тільки перегрівом зброї, була замінена на систему термозарядів — змінних блоків миттєвого охолодження, яких персонаж має обмежену кількість. Термозаряди універсальні для більшості зброї, проте різні види вимагають різної їх кількості. Важка зброя, така як гранатомети, вимагає окремих боєприпасів, які беруться з ящиків упродовж виконання місій. В Mass Effect 2 вороги здатні мати не лише запас здоров'я і силові щити, а й броню, часом багатошарову. Щоб знищити ворога, боєць повинен спершу виснажити щити та броню.
Змінилася система прицілювання і наведення, зокрема усунуто тремтіння прицілу. Також була допрацьована система укриттів: Шепард використовує укриття тільки за бажанням гравця, а не автоматично. Відповідно зменшився запас енергії для силового щита і здоров'я, що змушує гравця максимально використовувати систему укриттів. Крім того Шепард отримав змогу перестрибувати невисокі перешкоди. Він здатний бігати, не витрачаючи запасу витривалості, як у Mass Effect, але в цей час не здатний стріляти.
Як і в Mass Effect, в грі є тактична пауза, за якої гравець призупиняє гру, щоб задіяти тактичні вміння, вибрати зброю персонажу та членам команди. Карта місцевості стала більш детальна, натомість радар прихований та показується тільки за викликом.

## Сюжет
Порядок пошуку членів команди, так само як рішення приймати чи не приймати деяких, залежить від гравця. Тут наведено загальний сюжет за умови найму всіх персонажів з оригінальної версії гри.
Лідер організації «Цербер», відомої своїм расизмом щодо іншопланетян, відомий як Привид, задоволений укріпленням людства в галактичній політиці після подій Mass Effect. Та він знає про загрозу Женців, тому прагне схилити командера Шепарда на свій бік. Альянс систем відправляє Шепарда знищити залишки гетів. Раптом на його корабель «Нормандія SR-1» нападає невідоме і винятково потужне судно. Шепард організовує евакуацію і затримується на кораблі, рятуючи пілота Джокера. Неопізнаний ворог продовжує атакувати, зрештою знищуючи «Нормандію SR-1». Шепард опиняється у відкритому космосі з пошкодженим скафандром, втрачаючи повітря.
За якийсь час «Цербер» підбирає тіло Шепарда і організовує проект «Лазар» з його оживлення. З допомогою нанотехнологій та кіборгізації «Церберу» вдається повернути командера до життя. Через два роки Шепард отямлюється на базі «Цербера», чуючи сигнали тривоги. Він намагається з'ясувати, що відбувається, і зустрічає Міранду та Джейкоба, з якими, озброївшись, бореться проти зламаних зрадником роботів. Міранда застрелює зрадника та пояснює, що минуло два роки відколи Шепард втратив «Нормандію». В Альянсі його вважають загиблим, а колишня команда роз'єднана по всій галактиці.
На зв'язок виходить Привид з повідомленням про масові викрадення людей Колекціонерами, які й атакували «Нормандію SR-1». Він дає завдання зібрати нову команду, щоб знайти звідки прибувають Колекціонери та припинити викрадення. Привид відсилає Шепарда до віддаленої колонії Шлях Свободи, звідки зникло все населення. Той знаходить свідків викрадень, кваріанців, які шукають зниклого побратима. Він отримує підтвердження того, що людей викрадають Колекціонери. Привид доручає командеру новий корабель «Нормандія SR-2», більший за попередню модель і обладнаний передовими технологіями, зокрема штучним інтелектом EDI. На ньому Шепард відвідує різні місця галактики, шукаючи підходящих напарників для розслідування справи Колекціонерів. Міранда й Джейкоб першими приєднуються до його нової команди.
Шепард вирушає до колонії «Горизонт», яку атакують Колекціонери. Йому вдається врятувати деяких людей і змусити корабель нападників відступити. Там він вперше стикається з генералом Колекціонерів, здатним брати під контроль своїх солдатів, посилюючи їх. Надалі генерал постійно переслідує командера. Шепард зустрічає в колонії Ешлі Вільямс і пропонує знову приєднатися до команди, але та відмовляється співпрацювати з «Цербером». Після цього «Нормандія SR-2» відлітає до планети Гейстром, де мусить допомогти кваріанцям в боротьбі проти гетів. Після виконання завдання Шепард дізнається про асарі Ліару, яка була його підлеглою раніше і оплатила його відродження. Він розшукує її на планеті Ілліум, Ліара не приєднується особисто, проте дає цінні відомості.
Відвідавши станцію «Омега», командер знаходить туріанця Гарруса, що став борцем зі злочинністю. Шепард рятує його від мафії і хоча Гаррус зазнає серйозних поранень, він виживає та стає на бік командера. Також той відшукує саларіанського лікаря Мордіна. На Корлусі Шепарду вдається отримати капсулу з генетично вдосконаленим кроганом Грантом, яку він може відкрити, взявши Гранта в команду. Командер визволяє із космічної в'язниці злочиницю Джек. На Ілілумі командер зустрічає найманого вбивцю-дрелла Тейна та приймає під командування асарі Самару чи її доньку Морінт. Для кожного з членів команди він може виконати додаткову місію, домігшись за це більшої прихильності.
Коли туріанцям вдається вивести з ладу крейсер Колекціонерів, користуючись нагодою Шепард відлітає на його дослідження. На борту він розуміє, що Колекціонери є протеанами, зміненими Женцями та поставленими собі на службу. Скоро виявляється, що крейсер не зламаний, а це була пастка з метою заманити та вбити Шепарда. Ледве втікши, командер довідується, що Привид знав про пастку, але був упевнений в здібностях Шепарда. Лідер «Цербера» розповідає, що Колекціонери і Женці використовують однакові системи розпізнавання. Також з'ясовується імовірне місце перебування головної бази Колекціонерів у ядрі галактики. Ті істоти користуються Ретранслятором Омега-4, сумнозвісним тим, що багато хто вирушав крізь нього за скарбами Колекціонерів, але ніхто не повертався. Знайти систему розпізнавання вдається, оглянувши останки Женця, постраждалого в доісторичній битві. Там Шепард виявляє і дружнього гета, котрий називає себе Легіоном. Взявши до себе робота, команда дізнається від нього, що не всі гети служать Женцям.
На «Нормандію» встановлюється система розпізнавання, на час її діагностики Шепард із зібраною в подорожах командою відлітає на шаттлі. Тим часом пілот Джокер виявляє, що система посилає сигнал Колекціонерам і виводить корабель з ладу. Колекціонери штурмують «Нормандію», викрадаючи весь її екіпаж, крім Джокера, котрий за підказками EDI ховається. Пілот вручну віддає EDI контроль над кораблем, штучний інтелект розгерметизовує судно та відводить його на безпечну відстань. Шепард проходить через Ретранслятор Омега-4 до ядра галактики, де знаходиться станція Колекціонерів. «Нормандія» натикається на численні уламки суден навколо станції та оборонні системи, але пробивається на неї. Група розділяється і її члени, неприхильні до командера, або призначені ним на непідходящі завдання, можуть в цей час загинути. Шепард розшукує викрадений екіпаж і стає свідком того, як Колекціонери переробляють полонених на якусь рідину. Подорож приводить командера з командою до Женця, створюваного Колекціонерами на основі людського генетичного матеріалу. Він приймає рішення знищити Женця, поки той ще не активний, однак той пробуджується. Подолавши Женця в напруженому бою, Шепард отримує від Привида наказ передати станцію «Церберу». На вибір гравця Шепард може залишити станцію цілою, але знищити на ній все живе, або підірвати її, щоб не дати «Церберу» можливості здійснити свої злочинні плани із захопленими технологіями.
Відбиваючись від залишків Колекціонерів, Шепард добігає до свого корабля і покидає ядро галактики до того, як станція вибухне або буде стерилізована. Генерал Колекціонерів у останню мить перед цим звільняється від контролю Женця на ім'я Провісник, який обіцяє знайти «інший шлях». Команда обговорює план наступних дій, не знаючи, що Женці тим часом вже перебувають у польоті до нашої галактики.

## Персонажі
Командер Шепард — протагоніст першої та другої ігор серії. Перед початком гри гравець може вибрати стать персонажа, змінити його зовнішність або ж ухвалити встановлену за замовчуванням, а також вирішити, яким класом він буде грати. Клас персонажа можна вибрати тільки після невеликого вступу до гри.
Знищивши Сарена і Женця Володаря в першій частині гри, Шепард починає готуватися до прийдешньої широкомасштабної війни з Женцями. Однак мало хто вірить, що Женці повернуться, а раптова атака Колекціонерів відкладає плани Шепарда на 2 роки. Бачачи, що ні Альянс, ні Рада Цитаделі не ставиться до загрози серйозно, він погоджується співпрацювати з організацією «Цербер».
Шепард, як і в першій частині трилогії, має можливість вибрати двох напарників у свою команду, але саме число можливих компаньйонів збільшено до 10-и (+2 з DLC). Крім того, на відміну від першої частини, Шепард мусить заслужити довіру своїх напарників. Від лояльності компаньйонів багато в чому залежатиме хто з них переживе фінальну місію.
Крім звичайних здібностей відповідних класів напарників у кожного з них є унікальна здібність, для розблокування якої слід виконати пов'язаний з напарником квест. Класи напарників в основному є змішаними, які також доступні Шепарду. Всього доступні наступні члени команди:
- Ґаррус Вакаріан — туріанець, екс-напарник з Mass Effect, колишній співробітник СБЦ. Місія на лояльність полягає у тому, щоб допомогти помститися другу, що зрадив Гарруса.
- Ґрант — штучно вирощений «ідеальний» кроган, що намагається знайти своє місце у світі. Місія на лояльність — допомогти пройти випробування для переходу в повноліття та приєднання до клану Урднот.
- Джейкоб Тейлор — колишній солдат Альянсу. Працював під керівництвом Міранди Лоусон. Місія на лояльність — розшукати його батька, зниклого під час аварії корабля на віддаленій планеті.
- Джек — одна з найвідоміших злочинниць в Галактиці. Будучи піддослідною, вона розвинула сильні біотичні здібності, але стала психічно неврівноваженою. Місія на лояльність — знищити лабораторію, де над нею ставили експерименти.
- Легіон — «істинний гет», що вивчає органічне життя та виступає проти «єретиків», які поклоняються Женцям. Місія на лояльність — знищити або перепрограмувати «єретиків» на їхній базі.
- Міранда Лоусон — агент Цербера в команді Шепарда. Особисто знайома з Привидом. Місія на лояльність — допомогти захистити її сестру від егоїстичного батька.
- Мордін Солус — саларіанець, колишній боєць підрозділу саларіанского спецназу ГОР (Група Особливого Реагування). Брав участь у розробці нової модифікації генофага — хвороби для контролю розмноження кроганів. Місія на лояльність — знайти його учня, начебто викраденого бандитами.
- Морінт — асарі, дочка Самари, страждає генетичним дефектом, який викликає психопатію і смерть статевих партнерів через неправильне ментальне злиття. Можна взяти в команду замість Самари (залежить від прийнятих рішень у фіналі місії на лояльність Самари).
- Самара — мандрівна асарі-юстиціар, що бореться зі злочинцями та розшукує доньку Морінт аби вбити її задля здійснення правосуддя. Місія на лояльність — допомогти знайти й покарати її дочку Морінт.
- Талі'Зора вас Нормандія — кваріанка, що досліджує гетів, одна з напарниць Шепарда в першій частині гри. Місія на лояльність — підтримати Талі в суді над нею та її батьком.
- Тейн Кріос — дрелл, майстерний найманий вбивця, при цьому дуже релігійний. Смертельно хворий — на момент зустрічі з Шепардом йому залишився максимум рік життя. Місія на лояльність — притягнути до відповідальності його сина, котрий також став кілером.

Крім основних 10-і напарників з гри, ще двоє додаються у відповідних Доповненнях. При розмові з цими персонажами не відкривається діалогове вікно.
- Заїд Массані — мисливець за головами, засновник угруповання «Сині Світила». Місія на лояльність — допомогти помститися товаришу, котрий узурпував владу в угрупуванні та хотів убити Заїда. З'являється в доповненні «Заїд — Ціна помсти».
- Касумі Ґото — одна з найбільш професійних злодіїв у галактиці. Місія на лояльність — допомогти добути записані спогади її загиблого коханого. З'являється в доповненні «Касумі — Украдена пам'ять».

##### Екіпаж «Нормандії»
- Джефф «Джокер» Моро — пілот «Нормандії СР-2».
- Доктор Чаквас — військовий лікар «Нормандії СР-2».
- Келлі Чемберс — асистент Шепарда, виконує функції секретаря. Також має освіту психолога, її неофіційне завдання — спостереження за командою. Келлі є потенційною романтичною зацікавленістю Шепарда (як жіночого, так і чоловічого типу персонажа).

## Завантажувані доповнення
- Cerberus Network — додає сервіс DLC та новин. Вийшло 26 січня 2010. До пізніших версій Mass Effect 2 включе одразу.
- Normandy Crash Site — додає завдання із дослідження місця падіння залишків «Нормандії SR-1». Вийшло 26 січня 2010.
- Zaeed — The Price of Revenge — містить персонажа Заїда Массані та місію на лояльність для нього. Вийшло 26 січня 2010.
- Cerberus Weapon and Armor — додає броню і зброю бійця «Цербера». Вийшло 9 лютого 2010.
- Firewalker Pack — додає техніку M-44 Hammerhead, 5 нових завдань і 7 локацій. Вийшло 23 березня 2010.
- Alternate Appearance Packs — додає нові костюми для членів команди. Вийшло 23 березня 2010.
- Kasumi — Stolen Memory — дозволяє прийняти в команду злодійку Касумі Гото, містить 2 нові місії, зброю, локацію і альтернативні костюми для Касумі. Вийшло 6 квітня 2010. Одразу входить до Mass Effect 2 для PlayStation 3.
- Equalizer Pack — містить два нових шолома і комплект обладунків. Вийшло 4 квітня 2010.
- Overlord  — містить завдання на планеті Аїт, де вийшов з-під контролю штучний інтелект. Вийшло 15 червня 2010.
- Aegis Pack — робить доступними нову гвинтівку і 5 частин обладунків. Вийшло 6 липня 2010.
- Firepower Pack — робить доступними 3 нових види зброї. Вийшло 3 серпня 2010.
- Lair of the Shadow Broker — містить місію з пошуків загадкового торговця інформацією Сірого Посередника і тимчасового члена команди Ліару Т'Соні. Вийшло 7 вересня 2010. Одразу входить до Mass Effect 2 для PlayStation 3.
- Mass Effect: Genesis — ознайомлювальний інтерактивний комікс. Вийшов 18 січня 2011 року для PS3 та 17 травня 2011 Xbox 360 / PC.
- Alternate Appearance Pack 2 — містить 3 альтернативних костюма для членів команди. Вийшло 8 лютого 2011.
- Arrival — надає місію, де Шепарду належить затримати прибуття Женців до галактики, знищивши Ретранслятор системи Бахак. Вийшло 29 березня 2011[5].

## Оцінки й відгуки
| Агрегатор  | Оцінка                                 |
| ---------- | -------------------------------------- |
| Metacritic | 94/100 (PC) 94/100 (PS3) 96/100 (X360) |

| Видання        | Оцінка                      |
| -------------- | --------------------------- |
| 1Up.com        | A-                          |
| Edge           | 9/10                        |
| Eurogamer      | 10/10                       |
| Famitsu        | 35/40 (PS3) 36/40 (X360)    |
| Game Informer  | 9.5/10 (PS3) 9.75/10 (X360) |
| GamePro        | 4.5/5 зірок                 |
| GameRevolution | A-                          |
| GameSpot       | 8.5/10 (PS3) 9/10 (X360)    |
| GameSpy        | 5/5 зірок                   |
| GameTrailers   | 9.7/10                      |
| IGN            | 9.5/10 (PS3) 9.6/10 (X360)  |

Mass Effect 2 отримала загальне схвалення критиків. Зокрема відзначалися різноманітні персонажі, інтерактивна оповідь, озвучування та дизайн. Гра зібрала на агрегаторі Metacritic 94 бали зі 100 для ПК, 94 зі 100 для PlayStation 3, і 96 зі 100 для Xbox 360.
В IGN особливо високо оцінили кінематографічність, звук і потенціал до реграбельності. «Мабуть, найбільш вражаюче, що Mass Effect 2 встигає виконати свої неймовірні амбіції, маючи лише незначні технічні огріхи. Єдине, про що я повинен застерегти, — це те, що деякі з одкровень і сюжетних поворотів не будуть настільки ж потужними, які ви отримали б граючи в Mass Effect 1, але це в жодному разі не підстава пропустити цю фантастичну відеогру» — писалося у вердикті.
GameSpy також високо оцінили гру з висновком, що Mass Effect 2 вдосконалює багато механік і концепцій з Mass Effect, але при цьому «справжнім продовженням», оскільки кожен вибір в попередній грі має свій наслідок у цій. Схвалення отримали зарахування досвіду після виконання місій, усунення подорожей на «Мако», міні-гра зі скануванням планет, збір команди й місії на лояльність.
За результатами опитування сайту PCGamer, Mass Effect 2 є найкращою грою в оригінальній трилогії Mass Effect. Їй віддали перевагу 56 % гравців.